# هانس فلك
هانس فلك هو صانع آلة موسيقية ‏ ومهندس بلجيكي، ولد في 1578، وتوفي في 1653.